# 国民党 (韓国 1971-1973)
国民党（こくみんとう）は、第三共和国時代（1963-1972）の韓国において活動していた政党。1970年2月に新民党を離党した尹潽善元大統領や朴己出、張俊河などが中心となって結成された。

## 概要
朴正煕大統領の与党である民主共和党（以下、共和党）と野党の新民党による二大政党制を再編する目的で結成された。1970年5月に民主統一国民会議（仮称）発起準備委員会、同年6月18日に尹潽善を委員長として国民党創党準備委員会が結成（中央選挙管理委員会への登録は8月3日）され、翌1971年1月6日に創党大会を開催し尹潽善を総裁（党首）に選出した（政党登録は同月23日）。
主要政策
- 対米一辺倒の外交止揚と多角的外交の推進
- 非同盟国と準敵性共産国との貿易通商関係の拡大・強化
- 外資一辺倒の高成長政策によって生じた経済的・社会的不均衡の是正
- 寡占企業排除のための競争体制の確立と中小企業の輸出産業特化産業への転換
- マスコミの政権維持道具化の阻止、国民精神と民族理想の方向性を確立した民族教育を文化・教育政策の基本とする。

1971年4月に行われる大統領選挙を前にした3月の大統領候補指名大会が行われ、尹総裁を大統領候補に指名したが、これを拒否したため新たに候補者に指名された朴己出が選挙に出馬した。しかし、朴正熙（共和党）と金大中（新民党）の争いに埋没、全有効得票の1％強にあたる43,735票を得るに留まり敗北した（選挙直後の4月29日に朴は離党）。直後に行われた国会議員総選挙でも地域区候補121名中1名が当選するに留まった。
1972年10月の大統領特別宣言（十月維新）で政治活動が禁止されると党としての活動も停止、1972年12月に施行された改正政党法の附則で定められた法定地区党（政党が確保しなければならない支部で、国会議員選挙区総数の3分の1以上にあたる25箇所以上の地区党を確保することが求められた）を確保することができなかったため、1973年7月2日に中央選管によって政党登録が取り消された。